# Andronic Kontostéphanos
Andronic Kontostéphanos fut une figure majeure de l'Empire byzantin sous Manuel Ier Comnène. Il fut général, amiral, politicien et leader aristocratique. Il naquit après 1125 et mourut après 1182, date de sa dernière mention dans les sources de l'époque.

## Jeunesse et famille
Andronic était le plus jeune fils de Stéphane Kontostephanos qui possédait le titre de panhypersébaste et le rang de mégaduc et de la princesse porphyrogénète Anne Comnène, fille de l'empereur Jean II Comnène et de l'impératrice Irène de Hongrie. De fait, Andronic était le neveu de Manuel Ier. Andronic avait 2 frères, Jean et Alexis ainsi qu'une sœur, Irène. Les Kontostephanos étaient une vieille famille byzantine et se trouvaient au cœur de la politique et de la puissance byzantine grâce à des alliances matrimoniales avec la maison impériale de Comnène depuis des générations. Ainsi, il semble qu'Andronic fut marié à une membre de la famille des Doukas, une autre famille proche du milieu impérial. Il eut quatre fils.

## Carrière militaire
Andronic fut la figure militaire principale lors du règne de son oncle Manuel Ier. À l'image de son père, il fut nommé auprès du mégaduc, la commandant en chef de la marine byzantine et gouverneur des provinces d'Hellas, du Péloponnèse et de la Crète. Néanmoins, il obtint ses plus grands succès en tant que général et non en tant qu'amiral. En outre, Andronic fut aussi nommé commandant de la garde varangienne.
Les premières mentions d'Andronic au sein du haut commandement eurent lieu vers 1144-1145 quand il obtint un poste de commandant en association avec son frère Jean et un général dénommé Prosychos. Ce poste concernait la direction d'une force envoyée défendre la Cilicie contre les attaques de Raymond d'Antioche. Il devait avoir autour de 20 ans à cette époque si l'on suppose qu'il est né peu après 1125 (date du mariage de ses parents). 
Le père d'Andronic est tué lors du siège de Corfou en 1149 alors qu'il commandait les forces byzantines tentant de repousser les Normands du royaume de Sicile. Andronic était aussi présent lors de ce siège et il remplaça son père mais échoua à repousser les Normands.
Les Hongrois vainquent les Byzantins sur la frontière du Danube en 1165 et plus tard dans l'année, les armées byzantines occupèrent la Transylvanie en représailles. En 1167, Manuel rassembla une vaste armée avec l'intention de mettre fin à la menace que fait peser la Hongrie sur les possessions balkaniques de l'Empire. La mauvaise santé de Manuel l'empêcha de mener la bataille et il confia son armée à Andronic. Les Byzantins rencontrèrent les Hongrois lors d'une bataille rangée le 8 juillet près de la ville fortifiée de Zemun. L'expérience et les qualités d'Andronic couplées à la discipline de ses troupes permettent aux Byzantins de remporter la bataille de Sirmium. Les Hongrois entamèrent alors des négociations de paix avec les Byzantins, laissèrent à l'Empire les alentours de Sirmium, la Bosnie, la Dalmatie et la région au sud de la rivière Krka, et reconnurent la primauté du patriarche de Constantinople sur les orthodoxes de Hongrie orientale. Manuel célébra cette victoire avec une entrée triomphale à Constantinople avec Andronic à ses côtés.

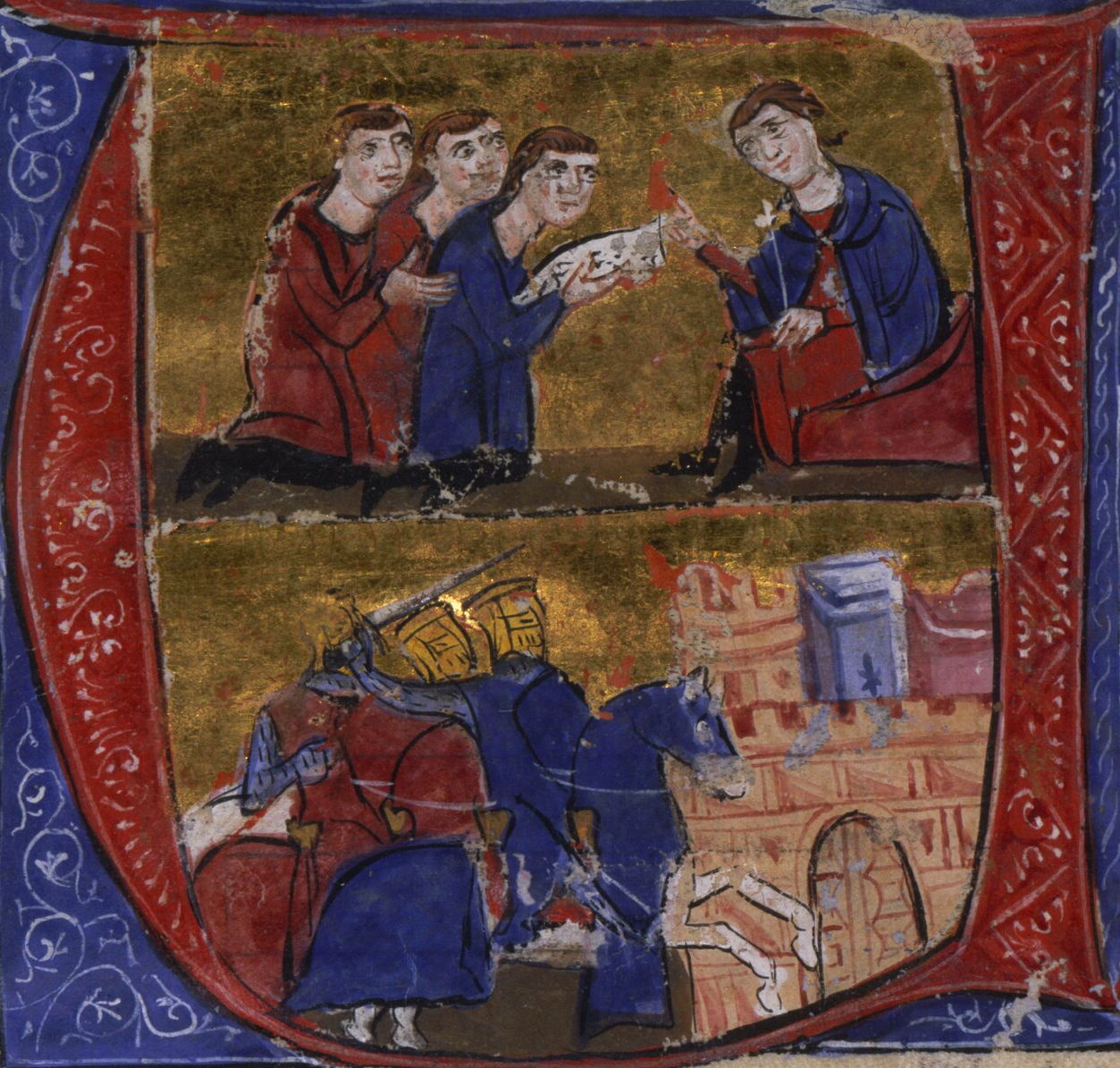
En haut: Manuel et les ambassadeurs d'Amaury, une réunion qui aboutit en l'envoi d'une force byzantine sous le commandement de Kontostéphanos pour envahir l'Égypte. En bas: arrivée des croisés en Égypte.

En 1169, Andronic fut nommé commandant d'une flotte de 230 navires transportant une armée byzantine dont l'objectif est d'envahir l'Égypte en alliance avec les forces croisées d'Amaury Ier de Jérusalem. Cette expédition fut la dernière des Croisées contre l'Égypte. Les deux armées firent le siège de Damiette dans le delta du Nil. Les Byzantins menèrent le siège avec vigueur mais au moment d'assaillir la cité, Amaury sapa l'action en négociant la reddition de Damiette. Andronic fut déçu par le double jeu d'Amaury et dut évacuer l'Égypte avec ses troupes qui manquaient de vivres. Il revint dans l'Empire par voie terrestre au travers de la Palestine et de la Syrie tandis que la moitié de la flotte fut perdue à la suite d'une série de tempêtes en Mer du Levant.
En 1171, les tensions entre Venise et Byzance réapparurent avec pour conséquence la mise en résidence surveillée des 20 000 Vénitiens présents sur le territoire de l'Empire par Manuel Ier qui confisqua l'ensemble de leurs biens et propriétés. En représailles, les Vénitiens envoyèrent une flotte de 120 navires occuper Chios. Andronic, envoyé sur place avec une flotte de 150 navires, parvint à chasser les Vénitiens.
En 1176, Manuel attaqua le sultanat seldjoukide de Roum avec l'intention de prendre la capitale Konya et de mettre fin à la puissance turque en Anatolie. Le sultan Kılıç Arslan II tendit une embuscade à la grande armée de Manuel qui se déplaçait à travers la passe de Tiphritsès dans les montagnes frontalières des deux États. Au cours de la bataille de Myrioképhalon qui s'ensuivit, une partie des forces byzantines fut durement frappée mais Andronic Kontostéphanos réussit à faire passer sa division qui formait l'arrière-garde à travers la passe sans trop de pertes. Il est ensuite dit qu'il persuada son oncle dont la confiance avait été sérieusement ébranlée, de le laisser à la tête des troupes byzantines. Du fait de son influence auprès de l'empereur, il facilita le retrait pacifique des troupes byzantines.
L'année suivante en 1177, Andronic mena une flotte de 150 navires dans une nouvelle tentative de conquérir l'Égypte mais il se replie après avoir débarqué à Acre. Il fut dissuadé de poursuivre son opération du fait du refus du comte Philippe de Flandres et d'autres nobles du royaume de Jérusalem de coopérer activement aux côtés des forces byzantines.

## Intrigues politiques
À la suite de la mort de Manuel en 1180, le trône byzantin échut à son fils Alexis II Comnène. Or, celui-ci étant mineur, le pouvoir fut dévolu à sa mère, l'impératrice Marie d'Antioche. Toutefois, son autorité était très impopulaire et en particulier parmi l'aristocratie qui exprimait un fort ressentiment envers ses origines latines (occidentales). Lors de la prise du pouvoir par Andronic Ier Comnène en 1182, le grand duc Andronic ainsi que le général Andronic Ange jouèrent un rôle clé en permettant aux forces d'Andronic Comnène de pénétrer dans la cité impériale. Toutefois, la nature tyrannique du pouvoir d'Andronic Comnène et son puissant désir de réduire l'influence des familles aristocratiques byzantines entraînèrent une réaction d'Andronic Kontostéphanos et d'Andronic Ange qui complotèrent pour le renverser. Le complot fut découvert et Andronic Kontostéphanos fut capturé alors qu'Andronic Ange réussit à s'enfuir. Le grand duc et ses fils furent aveuglés,. Il mourut probablement en 1197 ou 1198 et deux oraisons funèbres lui sont dédiés, une de Grégoire Antiochos et une autre de Georges Tornikès.

## Sources
- Angold, Michael (1997). The Byzantine Empire, 1025–1204: A Political History. Longman.  (ISBN 0-582-29468-1).
- Finlay, George (1877). A History of Greece, Vol. III. Oxford: Clarendon Press.
- Magdalino, Paul (2002). The Empire of Manuel I Komnenos, 1143-1180. Cambridge University Press.  (ISBN 978-0-521-52653-1). https://books.google.com/books?id=0cWZvqp7q18C.
- Heath, Ian (1995). Byzantine Armies AD 1118-1461. Osprey Publishing.  (ISBN 978-1-85532-347-6).
- Harris, Jonathan (2006). Byzantium and The Crusades. Hambledon & London.
- Phillips, Jonathan (2004). The Fourth Crusade and the Sack of Constantinople. Penguin Group.  (ISBN 978-0-14-303590-9).
- Treadgold, Warren (1997). A History of the Byzantine State and Society. Stanford University Press.  (ISBN 0-8047-2630-2). https://books.google.com/books?id=nYbnr5XVbzUC.